# جینکس (دی‌سی کامیکس)
جینکس (به انگلیسی: Jinx) یک شخصیت خیالی ابرشرور و یکی از رهبران گروه پنج وحشتناک، در کتاب‌های کامیک آمریکایی منتشر شده توسط دی‌سی کامیکس است. این شخصیت توسط مارو وولفمن و چاک پتون خلق شده‌است؛ که برای نخستین بار در شمارهٔ ۵۶ از داستان‌های تایتان‌های نوجوان (اوت ۱۹۸۵) حضور پیدا کرد. جینکس یک ساحره وابسته به عناصر از شرق هند است، که از توانایی جادویی خود برای اثرات مختلفی استفاده می‌کند. او به دلیل بیماری سرطان باریک اندام و طاس است.